# Dětská misie
Dětská misie (DM) je mezidenominační organizace, která je součástí mezinárodního svazku Child Evangelism Fellowship (CEF).
V ČR Dětská misie působí od roku 1947, od roku 1949 skrytě s významnou pomocí pracovníků CEF Europe, kteří sídlili ve Vídni. Po sametové revoluci byla Dětská misie oficiálně registrována v roce 1991 jako federální organizace se sídlem v Bratislavě. Po rozdělení Československa byla 14. 4. 1993 provedena registrace občanského sdružení Dětská misie v ČR se sídlem v Příboře. Regionální pracoviště jsou na Těšínském Slezsku, v severních Čechách, západních Čechách a od roku 2017 v Praze.  
Dětská misie sdružuje křesťany z evangelických a evangelikálních církví (placené zaměstnance a dobrovolné spolupracovníky) za účelem předávání evangelia dětem, jejich vyučování a péče o duchovní růst.
Církevním sborům v České republice DM nabízí pomoc při zakládání křesťanských dětských klubů, materiály pro práci s dětmi a školení pracovníků s dětmi.
CEF bylo založeno roku 1937 v USA, nyní působí ve všech státech Evropy a většině států světa. Sídlo CEF je v Warrentonu ve státě Missouri; sídlo CEF Europe se v letech 1971–2018 nacházelo ve švýcarském Kilchzimmeru.

## Aktivity
- Kluby dobré zprávy - dětské křesťanské kluby v průběhu týdne s důrazem na biblické vyučování
- Korespondenční kurzy pro děti
- Tábory a víkendové pobyty
- Vzdělávací aktivity pro lektory (zejména kurs Efektivní vyučování dětí)
- Vydávání křesťanské literatury pro děti a materiálů pro učitele